# Glenea fissicauda
Glenea fissicauda là một loài bọ cánh cứng trong họ Cerambycidae.